# Багалій Дмитро Іванович
Багалі́й Дмитро́ Іва́нович (26 жовтня [7 листопада] 1857, Київ, Київська губернія, Російська імперія — 9 лютого 1932, Харків, Українська РСР, СРСР) — український історик, філософ та громадський діяч. Ректор Імператорського Харківського університету (1906—1910). Один із фундаторів, академік Української Академії Наук (з 1919). Лауреат Уваровської премії (1887).

## Біографія
Народився в Києві в сім'ї ремісника-лимаря. Його діди і прадіди ще 1766 року ввійшли до київського рибальського цеху. Рано залишився сиротою й виховувався в багатодітній сім'ї своєї тітки по матері. В «Автобіографії» 1927 року Дмитро Багалій докладно описує своє дитинство. Зокрема, згадує, що в багатодітній сім'ї Старицьких жили бурсаки-квартиранти, які розмовляли українською мовою, співали українські пісні. Це знайомство привернуло увагу майбутнього історика до українського побуту, культури та мови, хоча в Києві, де він жив, панувала переважно російська мова.
Успішно навчався у приходській школі (1865—1868 рр.), потім у прогімназії на Подолі (1868—1872 рр.) та у 2-й Київській гімназії (1872—1876 рр.). З усіх вчителів найбільший вплив на нього мали О. О. Русов  та Н. С. Тумасов. Вчитель давньогрецької мови прогімназії, відомий в майбутньому   статистик та історик, О. О. Русов  проводив історичні екскурсії для учнів по Києву. Сам  Д. І. Багалій в «Автобіографії» наголошує, що саме завдяки вчителю історії 2-ї Київської гімназії Н. С. Тумасову майбутній академік вирішив навчатися на історико-філологічному факультеті Київського університету. Після закінчення з золотою медаллю 2-ї Київської гімназії у 1876 р. Д. І. Багалій поступив на історичний відділ історико-філологічного факультету університету св. Володимира. У спогадах та в інших розвідках Д. І. Багалій  з особливою теплотою згадував про навчання в університеті (1876—1880 рр.), насамперед про свого наукового керівника В. Б. Антоновича. розшуків, археологічних розкопів, археографічної роботи тощо. Поряд з В. Б. Антоновичем значний вплив на формування джерелознавчої та історіографічної культури Д. І. Багалія справили також лекції та семінари В. С. Іконнікова. Д. І. Багалій  окремо підкреслює бібліографічну обізнаність В. С. Іконнікова, вплив його спецкурсу з російської історіографії, а пізніше «Опыта русской историографии» на  формування своїх наукових інтересів, потім на читання лекцій з історіографії у Харківському університеті З особливо великою повагою та вдячністю історик в «Автобіографії» також згадує професорів І. В. Лучицького та Ф. Я. Фортинського. У грудні 1876 року він узяв участь у студентському виступові проти грубощів викладача латини І. В. Цвєтаєва. Внаслідок цього його з 9 першокурсниками виключили на півроку з університету, тому другий семестр він закінчував у Харкові, з яким через деякий час назавжди пов'яже своє життя. У 1878 році Д. І. Багалій  опублікував в «Университетских известиях» першу наукову працю «История Льва Диакона как источник для русской истории». Після успішного закінчення історико-філологічного факультету Київського університету у травні 1880 р. Д. І. Багалій  був залишений стипендіатом для підготовки до професорського звання. Захист магістерської дисертації Д. І. Багалія «История Северской земли до пол. XIV столетия» відбувся у Київському університеті 26 вересня 1882 р. Схвальними були рецензії обох опонентів — професорів В. Б. Антоновича (за дореволюційною університетською  традицією науковий керівник міг виступити в якості офіційного опонента) та В. С. Іконнікова. Пізніше була опублікована схвальна рецензія іншого учня В. Б. Антоновича П. В. Голубовського. Але рецензія іншого учня В. Б. Антоновича І. А. Лінниченка, в якій містилися переконливі докази широкого запозичення магістром досліджень інших авторів, завдала серйозного удару по репутації молодого вченого. Про прогресивні погляди Дмитра Багалія свідчили його участь у молодіжній організації «Кіш»; вступ у 1880 році до Київської громади; від 1881 року брав участь у роботі Історичного товариства Нестора літописця. Як він зазначав у своїх спогадах:
|                 | Моя українізація не була примусовою, а мала стихійний характер і закінчилася за студентських років до 1880 р. Відтоді з мене назавжди вже зробився цілком свідомий українець |
| — Д. І. Багалій | |

Після захисту магістерської дисертації Д. І. Багалій у травні наступного року був обраний штатним доцентом кафедри російської історії Харківського університету.
Після введення нового університетського статуту 1884 р. декілька викладачів, в тому числі Д. І. Багалій, були звинувачені у «хохломанстві». Це правильне по суті твердження (Д. І. Багалій — учень лідера громадівського руху професора В. Б. Антоновича, сам член Київської Громади та Кіша) в ті часи могло привести до краху кар'єри. Праці Д. І. Багалія прорецензували за дорученням Міністерства освіти відомі московські та петербурзькі вчені. Рецензенти (К. М. Бестужев-Рюмін, Д. І. Іловайський, Є. Є. Замисловський та Н. О. Попов) формально не знайшли у працях харківського вченого «українофільських тенденцій». Але Д. І. Багалія з штатних доцентів перевели до позаштатних. Ця нелегка ситуація переконала Дмитра Івановича у незахищеності будь-кого від адміністративної сваволі. З цього часу у поведінці та на  словах Д. І. Багалій стає все більше обережним та підкреслено аполітичним. Його українофільські симпатії обмежуються виключно культурно-просвітницькою сферою.
Єдиним виходом для вченого з цієї скрутної ситуації був захист докторської дисертації до закінчення двохрічного випробувального терміну перебування на позаштатній посаді приват-доцента університету. Докторська дисертація Д. І. Багалія була надзвичайно насичена новим (в основному архівним) матеріалом, який пізніше неодноразово цитувався іншими дослідниками з повторенням деяких помилок харківського вченого. У дисертації Д. І. Багалій намагався дотримуватися теорії урядової колонізації окраїн Московського царства, але народницькі установки та наведений науковцем джерельний матеріал щодо заселення Слобожанщини в тому числі й біглими селянами фактично коригували цю теорію. Він зазначав, що основну масу переселенців складають селяни, міщани, служилі люди з Правобережної, а також Лівобережної України, насамперед Чернігівщини. Д. І. Багалій, наводячи яскраві приклади захоплення землі старшиною та російськими урядовцями, все ж таки вважав займанщину (Jus primae occupationis — право першого захоплення) головною формою власності на Лівобережній Україні та Слобожанщині у XVII ст.
У липні 1887 р., після захисту докторської дисертації у Московському університеті, Д. І. Багалій був призначений екстраординарним професором Харківського університету. Наказом урядового Сенату  по департаменту Герольдії вчений був затверджений у чині колезького радника у липні 1887 р., у червні 1889 р. — у чині статського радника, а у січні 1902 р. — у чині дійсного статського радника. Особисте дворянство Д. І. Багалій одержав після захисту докторської  дисертації, спадкове — після нагородження орденом св. Станіслава 1-го ступеню у січні 1910 р.
4 жовтня 1906 року на засіданні ради університету 41 голосами проти 24 був обраний ректором Харківського університету.
Впродовж 1906, 1910—1914 років Російська академія наук обирала Д. І. Багалія членом Державної Ради тричі (березень-липень 1906, жовтень  1906 — липень 1907, жовтень 1911—1914). Д. І. Багалій завжди брав активну участь у громадському, науковому та культурному житті міста Харкова. Видатний історик був членом правління та головою видавничого комітету Харківського товариства грамотності (1891—1904), членом (з 1889) та головою (1893—1905) правління Харківської громадської бібліотеки (тепер ХДНБ ім. В. Г. Короленка). Визначною є роль Д. І. Багалія у спорудженні нового приміщенні бібліотеки та поповненні її фонду.  Вчений неодноразово закликав збирати написані українською мовою книги для Харківської громадської бібліотеки, вважаючи їх більш корисними для освіти простого народу. Науковець з самого початку проживання у Харкові став активним діячем Харківського статистичного комітету та Харківського історико-філологічного товариства (ХІФТ).  Відома визначна роль Д. І. Багалія у створенні етнографічного та художнього музеїв у Харкові.
Д. І. Багалій довгий час був завідуючим Харківським історичним архівом  (з 1883 р.) при ХІФТ. Зокрема вчений відкрив та організував перевезення до Харкова архіву Полтавського губернського правління (в якому частина справ належала Архіву Малоросійської колегії), приєднав архіви деяких харківських установ, фамільні архіви місцевих громадських та наукових діячів, домігся нового приміщення для архіву.
Крім вищезгаданих наукових інституцій  Д. І. Багалій був обраний членом багатьох наукових товариств: з вересня 1887 р. — член Рязанської ученої комісії та дійсний  член Тамбовської архівної комісії, з жовтня 1887 р. — почесний член Ростовського музею церковних старожитностей, у 1988 році став співробітником Археологічного інституту  у Петербурзі, з червня та листопада (відповідно) 1889 р. — член Орловської та Тамбовської архівних комісій, з лютого 1890 р. — дійсний член Московського архівного товариства, з січня 1891 р. — почесний член Воронезького статистичного комітету, з липня 1897 р. — почесний член Чернігівської ученої   архівної комісії, з вересня 1902 р. — дійсний  член Катеринославської ученої архівної комісії, з травня 1907 р. — співробітник Московського археологічного інституту в Москві, з жовтня 1910 р. — почесний член Московського Товариства антропології, етнографії й природознавства, з 1924 р. — дійсний  член Наукового товариства ім. Шевченка у Львові та ін.
Вчений брав активну  участь у роботі багатьох археологічних з'їздів: Одеському (член вченого комітету, 1884), Ризькому (1896), Ярославському (1887), Другому Київському (1899), Новгородському (1911).  Д. І. Багалій був   Головою Підготовчого комітету у 1900—1902 роках XII  археологічного з'їзду та Головою Наукового комітету XII  (1902 р. у Харкові) та  XIII  (1905 р. у Катеринославі) археологічних з'їздів.  Науковець неодноразово виступав на них з науковими доповідями та повідомленнями Д. І. Багалій  виступав за вищу жіночу освіту.
Був одним з засновників та лекторів Вищих жіночих курсів трудящих жінок та Вищих медичних курсів у Харкові.
Важливий період у житті Д. І. Багалія пов'язаний з діяльністю на посаді ректора Харківського університету (квітень 1906-листопад 1911 рр.). За дозвіл М. Ф. Сумцову читати лекції українською мовою ректор отримав догану від міністра. Неодноразово він публічно виступав проти заборони викладання українською мовою, за відкриття в Харківському університеті кафедр малоросійської мови та словесності, малоросійської історії. Широко відома його роль у наданні Радою Харківського імп. університету ступеня почесного доктора відомим українознавцям: російської історії М. С. Грушевському (1905), О. Я. Єфименко (1910) та російської словесності І. Я. Франку (1906).
У 1905—1908 роках був активним членом конституційно-демократичної партії, зокрема співробітничав з кадетською газетою «Мир».
Д. І. Багалій був гласним Харківської міської думи (1901—1914), Харківським міським головою (грудень 1914—1917).
У своїй першій промові в якості мера Д. І. Багалій 10 грудня 1914 р. підкреслив:
|                 | Я органічно, самими міцними узами пов’язаний з м.Харковим. Йому я присвятив всю свою громадську діяльність, починаючи з 1884 року |
| — Д. І. Багалій | |

Все його життя — приклад взаємообумовленого впливу різноманітних видів громадської діяльності та наукової творчості. Невипадково Д. І. Багалій визнавав в «Автобіографії»:
|                 | Праця над історією різних харківських установ, яку я доводив постійно до новітніх часів, підводила мене звичайно до безпосередньої керівничої роботи в них. Так було в університеті, міському самоврядуванні тощо |
| — Д. І. Багалій | |

Повалення царизму вчений публічно схвалив. На виборах у міську думу історик був у списках Українського демократичного блоку (УПСФ та інші партії).
Призначений Центральною Радою на посаду губернського комісара освіти вчений працював близько місяця (листопад-грудень 1917 р.) на цьому посту. У липні 1918 р. він відмовився від посади прем'єр-міністра в уряді П. П. Скоропадського. Д. І. Багалій  у 1918 р. займався  розробкою проекту Національної бібліотеки України та став  одним з засновників у листопаді 1918 р. Української Академії наук. Науковець деякий час очолював історико-філологічний відділ, комісії (серед них — по складанню біографічного словника видатних історичних діячів України, по складанню історико-географічного словника, археографічна, гебраїстична), а пізніше (наприкінці 1920-х років) комісію  з соціально-економічної історії України XVIII—XIX століть в зв'язку з історією революційної боротьби та кафедру історії України доби торговельного капіталізму. Вчений очолював науково-консультативну раду при міністрі освіти І. І. Огієнко.
Д. І. Багалій  був одним із засновників та лектором історико-філологічного факультету у Полтаві (весна 1919—1920 рр.).
Д. І. Багалій  як заступник голови Головного архівного управління УСРР багато зробив для розбудови архівної системи у республіці, у видавничій справі, для підготовки кадрів архівістів та  розробки теоретичних й практичних питань архівознавства. Вчений був також головою Підготовчої комісії по виявленню культурних цінностей, які за Ризьким мирним договором повинні бути передані Польщі.
Д. І. Багалій  у радянський час очолював Харківську філію УНТ, був членом бюро Всеукраїнського комітету сприяння вченим (ВУКСУ), зокрема головою комісії по преміюванню наукових праць, голово Українського центрального бюро Секції наукових робітників України. Він у 1921—1927 роках читав у ХІНО лекційні курси з української історії та історіографії.
Створив та очолював до своєї смерті Харківську науково-дослідну кафедру (інститут) історії України (пізніша назва історії української культури) при ХІНО.
Д. І. Багалій був першим директором Інституту ім. Тараса Шевченка (1926—1932) та головою першого (1920—1923 рр.) та другого (1929—1930 рр.) Редакційних комітетів по виданню творів О. О. Потебні.
У 1918 році — член комітету для заснування Української Академії Наук і з 1919 року — голова її історично-філологічного відділу, а згодом член Президії ВУАН, голова Комітету охорони пам'ятників історії та мистецтва Української академії наук. Розгорнув широку діяльність у справі організації роботи цих установ, створенні академічної бібліотеки.
12 вересня 1921 року на відзначення його заслуг РНК УСРР прийняла постанову «Про соціальне забезпечення заслужених працівників науки», серед інших достойників, Багалію дозволено видання за державний кошт наукових праць; звільнено від сплати державних податків; заборонено реквізиції та ущільнення помешкання, яке він займав; матеріально забезпечено, а у випадку смерті — членів родини поза категоріальною довічною ставкою заробітку.
Певний час Радянська влада цінувала політичну лояльність, науковий доробок, громадські заслуги та авторитет ученого. Протягом 1920–1930-х років викладав історію України у Харківському та Полтавському інститутах народної освіти. Так, у 1925 році академіка Багалія обирають до складу Президії IX Всеукраїнського з'їзду Рад. Упродовж 1925—1932 років Дмитро Іванович двічі головував у Центральному бюро секції наукових працівників УСРР. А в 1926 році Д. І. Багалій став першим директором новоутвореного Науково-дослідного інституту Тараса Шевченка, відкриття якого стало ще одним кроком, спрямованим на посилення наукового потенціалу столичного українознавства. У 1929 році Дмитро Багалій обраний головою першого історико-філологічного відділу Всеукраїнської Академії наук.
Уже в 1930 році установи, якими він керував, почала заливати брудна хвиля критики і самокритики, нескінченних перевірок, чисток і кадрових перетасовок. Він втратив своє становище голови історико-філологічного відділу після його розформування і переведений на посаду другого заступника голови нового соціально-економічного відділу ВУАН. Чергова реорганізація історичної мережі в Академії наук на початку 1931 р. відбувалася вже без його участі.
Життя довело, що в тоталітарному суспільстві жодна наука не може бути не просякнутою пануючою ідеологією, а тим паче історія. Тільки зважена позиція Багалія дала йому можливість розвивати українську історичну науку в ті непрості часи. Він був активним учасником археологічного з'їзду, і з'їзду архівних працівників РСФСР (1925 р.), i Всеукраїнського з'їзду архівних працівників (1926 р.). Вчений, також, брав активну участь у виданні масової літератури з різних галузей знань українською і російською мовами: редагував серію книжок культурно-історичної бібліотеки. Він переслідував виразну просвітянську мету: прагнув показати історичні корені і традиції свого краю — одного з найбільш русифікованих, в силу цілої низки історичних обставин, регіонів України.
Особливий напрям наукової діяльності Д. Багалія — це дослідження життя та творчості видатних українських просвітителів — Сковороди і Каразіна. Наукова спадщина вченого включає близько 600 публікацій, це підручники з російської історії, монографії, археологічні видання, статті із історії Слобідської, Лівобережної, Південної України XV—XVIII століття.
Помер Дмитро Багалій 9 лютого 1932 року в Харкові від запалення легенів, похований на міському Івано-Усікновенському кладовищі. У 1932 році на могилі встановлено пам'ятник роботи скульптора Леонори Блох. На початку 70-х років 20-го сторіччя поховання було перенесено на харківське кладовище № 13.
Професор О. П. Оглоблин писав, що за тих справді божевільних умов ця смерть була символічно своєчасною.
|                      | Роль Багалія була скінчена… У 1932 р. було вже зовсім ясно, що ніхто, навіть Багалій, не спроможний врятувати українську історичну науку від більшовицького погрому. |
| — Олександр Оглоблин | |

## Родина

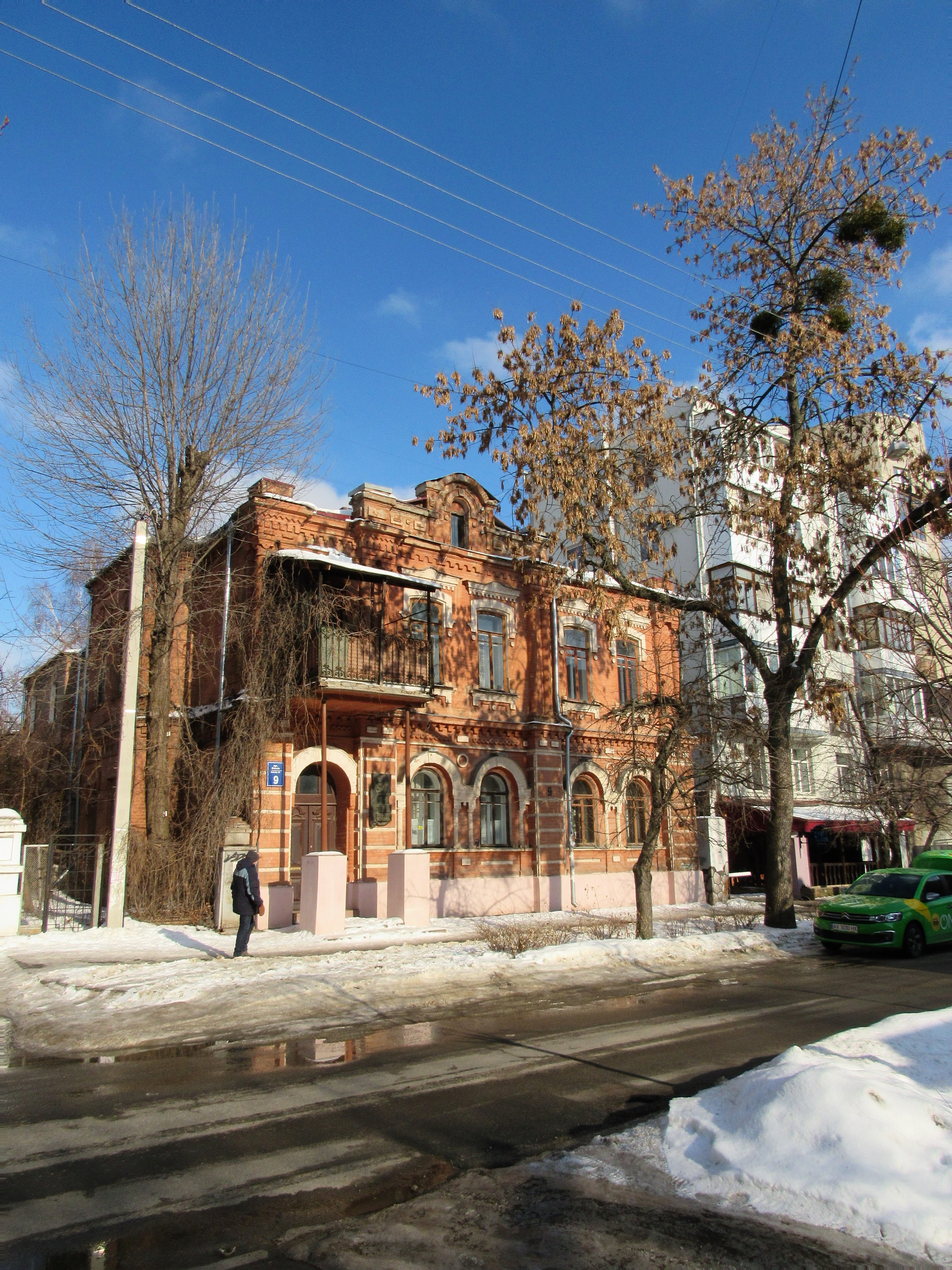
Будинок, у якому жив академік Д. І. Багалій (вул. Багалія, 9)

Під час навчання в Київському університеті Св. Володимира Дмитро познайомився зі студенткою Вищих жіночих курсів Марією Василівною Олександрович (1858—1931). Після закінчення університету, у зв'язку з переїздом Д. Багалія до Харкова до Харківського університету, вони уклали шлюб.
За час подружнього життя в них народилося четверо дітей: Наталія (21.08.1888, Харків — 26.11.1967, Москва), Ольга (7.10.1889, Харків — 19.02.1942, Харків), Олександр (17.11.1891, Харків — 10.10.1894, Харків), Марія (10.12.1899, Харків — 2.01.1920, Ялта).
Сім'я проживала у власному будинку на Технологічній вулиці (нині — вулиця Багалія), де й нині живуть нащадки Багаліїв.

## Нагороди
За дореволюційний час науковець був нагороджений такими орденами та медалями. Ордени: Володимира 3 ступеню, святої Анни 2 та 3 ступенів, святого Станіслава 1, 2 та 3 ступенів. Ювілейні медалі: царювання імператора Олександра III, 200-річчя Полтавської битви, 300-річчя царювання династії Романових.

## Наукова спадщина: проблематика праць

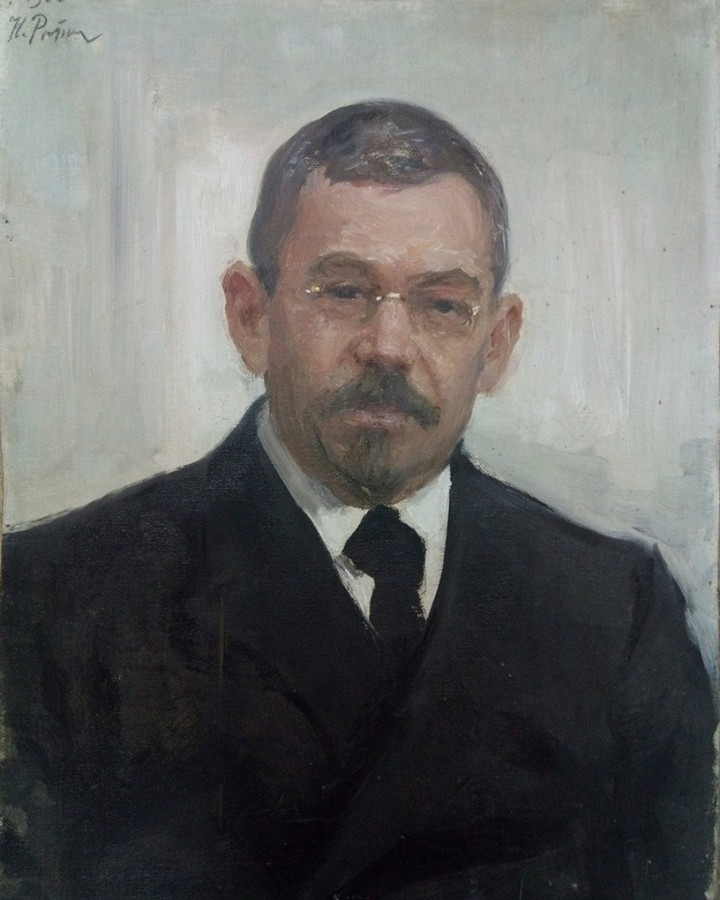
Ілля Рєпін. Портрет Дмитра Багалія. 1906 рік

Д. І. Багалій був типовим представником оновленого (змодернізованого) класичного позитивізму у дореволюційний час. Про це свідчить тлумачення науковцем історичного процесу (визнання еволюційного характеру історичного процесу, пошук закономірностей історичного розвитку, поєднання позитивістських, просвітницьких та ліберальних  критеріїв прогресу тощо). Він тлумачив прогрес як розвиток культури та цивілізації в цілому. Особливо яскраво  позитивістська спрямованість його теоретичних поглядів виражена у теорії факторів. У магістерській дисертації Д. І. Багалій підтримав ідею М. І. Костомарова та В. Б. Антоновича про боротьбу двох головних факторів (начал) у давньоруській історії — самодержавного і федеративного (княжо-дружинного та вічового начал для удільно-вічового періоду). Головним фактором (особливо для ранніх періодів історії людства) Д. І. Багалій вважав географічний: «Природа завжди грала видатну роль у житті людства. Вся еволюція в історії людства…полягає у постійному збільшенні влади людини над природою» Багалей Д. И. Русская история.—  Харьков, 1909. — Ч. 1. — С. 68. Д. І. Багалій був обережним в оцінці економічного фактора. Професор Харківського  університету неодноразово визнавав «велике значення економічного фактору у житті людства» Багалей Д. И. Русская история с картами, планами и снимками памятников древности и искусства. — М., 1914. — Т. 1: Княжеская Русь (до Иоанна III). — С. 13. але у дореволюційний час критикував марксизм за перебільшення його ролі. Так, Д. І. Багалій стверджував, що «ідеї з такою ж підставою можуть бути   визнані основою історичного процесу як і господарські відносини» Багалей Д. И. Русская история с картами, планами и снимками памятников древности и искусства. — М., 1914. — Т. 1: Княжеская Русь (до Иоанна III). — С.13. Вчений підкреслював також велику роль культурного фактору, який вважав недостатньо оціненим.
Нове розуміння ролі народу та держави  простежується у творах Д. І. Багалія. Його народництво значно відрізнялося від романтичного народництва й, навіть, народницьких поглядів В. Б. Антоновича та М. І. Костомарова. В працях Д. І. Багалія практично відсутня різка критика князівської чи старшинської еліти. Його оцінка державних інститутів залежала від їх корисності для суспільства в цілому, а не для окремих верств.
У радянський період відбулася певна еволюція  поглядів Д. І. Багалія на історичний процес під впливом праць теоретиків марксизму та істориків-марксистів. Рефлексійними та ситуативними видаються постійні публічні твердження Д. І. Багалія 1920-х років про щирість та справжність його намагань оволодіти марксистською методологією.
У 1920-х роках вчений друкує праці з історії декабристського руху в Україні, Кирило-мефодіївського товариства тощо.

### Праці з історії Слобожанщини та міста Харкова
Історія Слобідської України займає у творчості Д. І. Багалія центральне місце. Всього налічується до ста праць з даної теми. Серед них чотири монографії (у тому числі одна неопублікована), кілька археографічних публікацій (серед них три окремих збірника документів), численні статті, рецензії, замітки, які у своїй сукупності охоплюють весь період історичного існування Слобідської України. Роботу з даного напрямку Дмитро Іванович розпочав вже з написання своєї докторської дисертації, на основі якої було видано «Нариси з історії колонізації і побуту степової окраїни Московської держави». Це було перше спеціальне видання актів з історії Слобожанщини. У 1893 році вийшла нова збірка з 28 документів «Заметки и материалы по истории Слободской Украины». У 1905 році збірка «Материалы для истории г. Харькова в XVII в.», яка складалася з 58 джерел. Також Багалієм був опублікований «Именной список Харьковского населения 1668 года» у 1927 році. Наступною віхою в дослідженні Дмитром Багалієм історії Слобожанщини стало створення у співавторстві з Д. П. Міллером двотомної праці «Історія міста Харкова за 250 років його існування». Також сюди відноситься і фундаментальна робота Дмитра Багалія «Історія Слобідської України» 1918 року.
Вчений детально показав історію колонізації Слобожанщини XVII ст., зазначивши, наприклад, що поряд з урядовою колонізацією краю відбувалася монастирська та стихійна народна.

### Роботи до загальної історії України
В основному це праці з історії Лівобережної України та Півдня. Історії Лівобережної України Д. І. Багалій присвятив 24 спеціальні роботи, у тому числі вісім статей, дев'ять заміток, сім рецензій. Всі ці роботи написані і опубліковані в дореволюційний період і зачіпають проблеми становлення кріпосного права на Лівобережжі в XVII—XVIII столітті, історію поземельних відносин в краї в другій половині XVII—XVIII століття та магдебурзького права в містах Лівобережної України. Це такі праці: «Магдебургское право в левобережной Малороссии», «Колонизация Новороссийского Края» та інші. У колонізації Південної України історик виділяв два види колонізації: російську (урядову та народну) і іноземну.

### Роботи про видатних діячів культури
Питання історії української науки, освіти та культури займають також важливе місце у творчості Д. I. Багалія. Д. І. Багалій — автор фундаментальних досліджень з історії Харківського університету.  Науковець присвятив 15 розвідок діяльності В. Н. Каразіна, зокрема опублікував велику збірку його творів та листів. Д. І. Багалій переконливо показав видатну роль В. Н. Каразіна у відкритті Харківського університету, у громадському та культурному житті міста.
Вчений присвятив ряд розвідок діяльності видатних громадських та культурних діячів краю: П. П. Гулаку-Артемовському, О. Я. Єфименко, Г. Ф. Квітці-Основ'яненку, Г. П. Данилевському, Т. Ф. Осиповському, О. О. Потебні, І. С. Рижському, І. Ф. Тимковському, І. Є. Шаду.
Найулюбленішою постаттю для дослідника завжди залишався Г. С. Сковорода. Д. І. Багалій протягом багатьох років вивчав життя та творчість мандрованого філософа. Науковець підкреслював повну відповідність між життям та творчістю Г. С. Сковороди («доволі  рідкісний приклад повної гармонії між вченням та життям; він жив, як вчив і вчив, як жив» Багалей Д. И. Украинский философ Григорий Савич Сковорода//Киевская старина. — 1895. — Кн. 3. — С. 265.) та його вченням та релігійністю («релігія була для нього філософією та філософія релігією»). Багалей Д. И. Украинский философ Григорий Савич Сковорода // Киевская старина. — 1895. — Кн. 2. — С. 147. Вченому вдалося знайти багато біографічних фактів, нові твори і листи видатного філософа.
Вчений успішно займався питаннями різних історичних дисциплін: бібліографії та бібліотекознавства, історичної ономастики, історичної географії та картографії.

## Вшанування пам'яті
25 квітня 2024 року у с-щі Слатине вулицю Ватутіна перейменували на вулицю Багалія.

## Твори
Автор понад 420 наукових праць, що стосуються в основному історії Слобідської, Лівобережної та Південної України XV—XVIII ст. Праці побудовані на багатому джерельному матеріалі, він ввів у науковий обіг велику кількість фактичних матеріалів, взятих безпосередньо з архівних джерел і археологічних розкопок. Д. І. Багалій підписував свої роботи  повним прізвищем. У дев'ятнадцяти випадках вчений підписався скороченими ініціалами, а у шести випадках використав єдиний відомий псевдонім Д. Чепурний. Серед них:
- «История Северской земли до половины XIV века» [Архівовано 3 грудня 2013 у Wayback Machine.] (1882); (рос. дореф.)
- «Очерки по истории колонизации й быта степной окраины Московского государства» [Архівовано 3 грудня 2013 у Wayback Machine.] (М., 1887); (рос. дореф.)
- Краткий исторический очерк торговли в Харьковском крае в XVII и XVIII вв. (1888); (рос. дореф.)
- «Колонизация Новороссийского Края» (1889); (рос. дореф.)
- «Новый историк Малороссии» (1891); (рос. дореф.)
- «К истории учений о быте древних славян» (1892); (рос. дореф.)
- Магдебургское право в левобережной Малороссии. 1892. (ЖМНП) [Архівовано 3 грудня 2013 у Wayback Machine.] (рос. дореф.)
- Просветительная деятельность Василия Назаровича Каразина (1773—1842 г.). (1893) [Архівовано 3 грудня 2013 у Wayback Machine.] (рос. дореф.)
- «Опыт истории Харьковского университета (по неизданным материалам)» в 2-х томах (т. 1–2. X., 1893—1904); (рос. дореф.)
- «К истории заселения и хозяйственного быта Курской и Воронежской губерний» [Архівовано 3 грудня 2013 у Wayback Machine.] (1896); (рос. дореф.)
- «Украинская старина» (1896); (рос. дореф.)
- «Краткая история Харьковского университета» (совместно с проф. В. П. Бузескулом и Н. Ф. Сумцовым, 1906) (рос. дореф.)
- «Археологическая карта Харьковской губернии» (1906); (рос. дореф.)
- Краткий очерк истории Харьковского университета за первые сто лет его существования (1805—1905) / сост.: Д. И. Багалей, Н. Ф. Сумцов, В. П. Бузескул. — Харьков: Изд. Ун-та, 1906. — VIII, 329, XIV с., 4 л. ил. [Архівовано 6 березня 2019 у Wayback Machine.]
- «История г. Харькова за 250 лет его существования», т. I (1905); (рос. дореф.)
- «Русская история» (ч. 1, 1909; ч. 2, 1911); (рос. дореф.)
- «Очерки из русской истории. Т. І. Статьи по истории просвещения» (1911); (рос. дореф.)
- «Історія Слободської України» [Архівовано 3 грудня 2013 у Wayback Machine.] (X., 1918);
- Заселення Південної України (Запорожжя й Новоросійського краю) і перші початки її культурного розвитку [Архівовано 4 грудня 2018 у Wayback Machine.] (1920).
- Наукова спадщина акад. М. Ф. Сумцова (1923).
- «Нарис української історіографії». т. І, в. 1–2. [Архівовано 14 травня 2017 у Wayback Machine.] (К., 1923—1925);
- «Нарис історії України на соціально-економічному ґрунті» (1928).
- Т. Г. Шевченко — поет пригноблених мас (X., 1931).
- Єфименко О. Я. Історія українського народу. В. 1 / О. Я. Єфименко ; під ред., з передм. і прим. акад. Д. І. Багалія. — 1-ше укр. вид. — Харків: Держ. вид-во України, 1922. — 168 с. [Архівовано 6 березня 2019 у Wayback Machine.]
- Єфименко О. Я. Історія українського народу. Вип. 2 / О. Я. Єфименко ; в пер. Б. П. Щербаненка ; за ред., з передм., прим. й дод. акад. Д. І. Багалія. — 1-ше укр. вид. — Харків: Держ. вид-во України, 1922. — 221 с. [Архівовано 6 березня 2019 у Wayback Machine.]
- Записки історично-філологічного відділу Української Академії наук. Кн. 1 / під. ред. П. Зайцева ; за голов. ред. Д. І. Багалія. — Київ: Печатня Вид. т-ва «Друкарь», 1919. — 144, LCV, III с. [Архівовано 6 березня 2019 у Wayback Machine.]
- Багалій Д. І. Нарис історії України: На соц.-екон. грунті. Т. 1 : Історіографічний вступ і доба натурального господарства / акад. Д. І. Багалій. — Харків: Держ. вид-во України, 1928. — 388 с. : іл., карт. — (Українська академія наук. Збірник ; № 72). [Архівовано 6 березня 2019 у Wayback Machine.]
- Юбілей академіка Дмитра Івановича Багалія = Jubile de D. Bahaliy : 1857—1927 / ред., упорядкував М. Левченко. — У Київі: З друк. Всеукр. акад. наук, 1929. — X, 216 с. — (Збірник історико-філологічного відділу / Всеукр. акад. наук ; № 62, б). [Архівовано 6 березня 2019 у Wayback Machine.]
- Багалій Д. Автобіографія: п'ядесят літ на сторожі укр. науки та культури / Дмитро Багалій. — У Київі: Друк. Укр. акад. наук, 1927. — 163, VII с., 1 л. портр. — (Збірник історично-філолологічного відділу ; № 62). [Архівовано 6 березня 2019 у Wayback Machine.]
- Багалій Д. І. Український мандрований філософ Гр. Сав. Сковорода / Д. І. Багалій. — Харків: Держвидав України, 1926. — 397 с. : іл., портр. [Архівовано 6 березня 2019 у Wayback Machine.]
- Багалій Д. І. Заселення південної України (Запорожжя й Новоросійського краю) і перші початки її культурного розвитку / проф. Д. І. Багалій. — Харків: Союз, 1920. — 110, 2 с. : мал., 2 арк. мап. — (Культурно-історична б-ка / під ред. Д. І. Багалія). [Архівовано 6 березня 2019 у Wayback Machine.]
- Багалій Д. Нарис української історіографії. Т. 1 : Літопис, вип. 1 / акад. Дмитро Багалій. — Київ: Друк. Всеукр. акад. наук, 1923. — II, 138 с. — (Збірник історично-філологічного відділу Української академії наук ; № 1). [Архівовано 6 березня 2019 у Wayback Machine.]
- Матеріали для біографії В. Б. Антоновича: (з приводу двадцятої річниці з дня його смерти) / зібрав і зредагував акад. Дмитро Багалій / Всеукр. акад. наук. — У Києві: З друк. Всеукр. акад. наук, 1929. — 129 с. — (Всеукраїнська АН: збірник історично-філологічного відділу ; № 92). [Архівовано 6 березня 2019 у Wayback Machine.]
- Профессор Дмитрий Иванович Багалей: к двадцатипятилет. годовщине его учено-пед. деятельности: сб. ст. и выступлений / Харьк. ист.-филол. о-во. — Харьков: Тип. «Печат. дело», 1906. — 30 с. [Архівовано 6 березня 2019 у Wayback Machine.]
- Багалей Д. И. Издания сочинений Г. С. Сковороды и состоящие в связи с ними исследования о нем: (к 120 годовщине со времени его кончины: 1794—1914 г.) / Д. И. Багалей. — Петроград: Тип. Император. акад. наук, 1915. — 58 с. [Архівовано 6 березня 2019 у Wayback Machine.]
- Багалей Д. И. Г. С. Сковорода и Л. Н. Толстой: историческая параллель / речь проф. Д. И. Багалея. — Харьков: Тип. и литогр. М. Зильберберг и С-вья, 1911. — 8 с. [Архівовано 6 березня 2019 у Wayback Machine.]
- Багалей Д. И. Григорий Саввич Сковорода: (речь, произнесенная в публичном заседании Харьков. Ист.-Филол. Общества, по случаю исполнившегося 29-го окт. 1894 г. столетия со дня смерти этого философа) / Д. И. Багалей. — Харьков: Тип. Губернского правления, 1896. — 4, 16 с. [Архівовано 6 березня 2019 у Wayback Machine.]
- Багалій Д. І. Т. Шевченко і селяни в переказах і історичній дійсності: доп. на зборах в Ін-ті Т. Шевченка 14 берез. 1927 р. / акад. Дмитро Багалій ; Ін-т Тараса Шевченка. — Харків: б. в., 1928. — 28 с. [Архівовано 6 березня 2019 у Wayback Machine.]
- Багалей, Д. И. Общий очерк древностей Харьковской губернии / Д. И. Багалей. — Харьков: Тип. Губерн. Правления, 1890. — 30 с. [Архівовано 6 березня 2019 у Wayback Machine.]
- Багалій Д. І. Т. Г. Шевченко і Кирило-Методіївці: іст.-літ. розвідка / Д. І. Багалій ; за ред. Катедри історії укр. культури. — Харків: Держ. вид-во України, 1925. — 104 с. — (Критична бібліотека). [Архівовано 6 березня 2019 у Wayback Machine.]
- Багалій Д. Т. Г. Шевченко — поет пригноблених мас / Д. Багалій. — Харків: ДВОУ: Л-ра і мистец., 1931. — 102 с. [Архівовано 6 березня 2019 у Wayback Machine.]
- Багаліївський збірник: академік Д. І. Багалій та бібліотечна справа України; наук. ст. та матеріали / М-во культури і туризму України, Харк. держ. наук. б-ка ім. В. Г. Короленка ; уклад. О. П. Куніч; редкол.: В. Д. Ракитянська та ін. — Харків: САГА, 2008. — 307 с. [Архівовано 6 березня 2019 у Wayback Machine.]
- Багалій Д. Історія Слободської України [Архівовано 13 серпня 2020 у Wayback Machine.] / Д. І. Багалій ; передм. та ком. В. Л. Маслійчук ; упорядн. О. О. Савчук. — Харків : Видавець Олександр Савчук, 2019. — XXXII + 400 с., [74 іл., 2 мапи]. — Серія «Слобожанський світ». Випуск 12.
- Багалей Д. И. История города Харькова за 250 лет его существования (с 1655-го по 1905-й год): ист. монография. Т. 2 : XIX-й и начало XX-го века / Д. И. Багалей, Д. П. Миллер. — Харьков: Тип. и литография М. Зильберберг и С-вья, 1912. — 973 с. [Архівовано 22 вересня 2020 у Wayback Machine.]
- Наукові записки Науково-дослідчої катедри історії української культури. № 6 / У. С. Р. Р., Нар. комісаріат освіти, Упр. наук. установами. — Харків: Держ. вид-во України, 1927. — 487 с. [Архівовано 6 березня 2019 у Wayback Machine.]
- Багалей Д. И. История города Харькова за 250 лет его существования (с 1655-го по 1905-й год): ист. монография. Т. 2 : XIX-й и начало XX-го века / Д. И. Багалей, Д. П. Миллер. — Харьков: Тип. и литография М. Зильберберг и С-вья, 1912. — 973 с. [Архівовано 22 вересня 2020 у Wayback Machine.]